# Abd-al-Bàtin (nom)
Abd-al-Bàtin és un nom masculí teòfor àrab islàmic (àrab: عبد الباطن, ʿAbd al-Bāṭin) que literalment significa «Servidor de l'Ocult», essent «l'Ocult» un dels epítets de Déu. Si bé Abd-al-Bàtin és la transcripció normativa en català del nom en àrab clàssic, també se'l pot trobar transcrit Abdul Batin... normalment per influència de la pronunciació dialectal o seguint altres criteris de transliteració. Com a teòfor, també el duen molts musulmans de parla no àrab que l'han adaptat a les característiques fòniques i gràfiques de la seva llengua.
Vegeu aquí personatges i llocs que duen aquest nom.